# Леваніка I
Леваніка I (*1842 — 1916) — мбуму ва літунга (володар) держави Бароце в 1878—1884 і 1885—1916 роках. Відомий також як Лубосі I.

## Життєпис
Походив з династії Ньямбе. Син Літ'їа (Літії) і онук літунги Муламбви Сантулу. ще у 1830 році його батько втік до поселення Ньєнго (на заході держави) під час війни між братами Сілумелуме і Мубуквану. 1842 року тут народився. отримавши ім'я Лубосі. У 1850-х роках його батько загинув у війні проти Секелету, літунги Бароце.
З 1864 року, коли владу захопив Сіпопа Лутангу, виховувався при його дворі в Леалуї. 1878 році приєднався до заколоту, який невдовзі очолив, проти стриєчного брата — мбуму-ва-літунги Мванавіна II, якого було повалено, заслано і 1879 року вбито.
У грудні 1882 року прийняв шотландського місіонера Фредеріка Стенлі Арно в Леалуї. Лубосі I утримував його протягом 1,5 року, а потім дозволив рухатися далі, але в західному напрямку, а не на схід, як він планував. Будучи затриманим, Арно навчив дітей правителя читати і здійснив певну євангелізацію. Водночас Арно переконав Лубосі I відкинути пропозицію Лобенгули, інкосі Матабеле, щодо спільних дій проти британців, які загрожували обидвом державам.
У 1884 році внаслідок повстання свого стриєчного брата Акафуни Татіли був повалений. Втік на захід. Втім вже невдовзі перейшов у наступ, завдавши останньому низки поразок. У 1885 році придушив рештки повстання на чолі із Сікуфеле, після чого змінив ім'я на Леваніка («Завойовник»).
26 червня 1889 року уклав угоду про надання його державі міжнародного визнання. Після відкриття діамантів Леваніка I розпочав торгівлю з Європою. Перша торгова концесія була підписана 27 червня 1889 року з Генріхом Вером
1890 року домовився з Сесілом Родсом про визнання бароце протекторатом Британської Південно-Африканської компанії. Втім невдовзі виявив невдоволення всевладдям чиновників останньої та впливом британських торгівців. Тому неодноразово звертався до уряду Великої Британії стосовно становлення прямого британського протекторату, але марно. Лише 1899 року вдалося домогтися бажаного.
1902 року відвідав коронацію британського монарха Едуарда VII. Зберігав вірність британцям, допомагаючи залагоджувати конфлікти з місцевими племенами. Помер 1916 року. Йому спадкував старший син Єта III.

## Родина
- Єта III, мбуму-ва-літунга в 1916—1945 роках
- Імвіко, мбуму-ва-літунга в 1945—1948 роках
- Мванавіна III, мбуму-ва-літунга в 1948—1968 роках
- Леваніка II, мбуму-ва-літунга в 1968—1977 роках
- Імаскі
- Лубаші (Лубосі)
- 3 доньки